# گربه‌کوسه پینوکیو
گربه‌کوسه پینوکیو (نام علمی: Apristurus australis) نام یک گونه از سرده گربه‌کوسه‌های دیو است.